# Famille Gedroitze
La maison Giedroyc-Guedroitz (lituanien : Giedraitis) est une maison princière non souveraine d'origine lituanienne qui s'est illustrée dans l'histoire de la Lituanie, de la Pologne et de la Russie.

## Origines
Les deuxième et troisième éditions de la Chronique lituanienne racontent que Giedrius, un frère du Grand-duc Traidenis de Lituanie (fin du XIIIe siècle), fit construire un château, le nomma "Giedraičiai" et adopta le titre de prince de Giedraičiai.

## Personnalités

### XIIIesiècle
- Giedrius (Gedrus - Giedrius (1260–1282), fondateur de Giedraičiai.

### XVeetXVIesiècles
- Michel Giedrojć (Michał Giedroyć - Mykolas Giedraitis) (1420–1485), moine augustin à Cracovie en cours de béatification.
- Mateusz Giedroyć (Matas Giedraitis (lt)) (1480–1563), maréchal du grand-duché de Lituanie et ambassadeur auprès du tsar Ivan le Terrible.

### XVIeetXVIIesiècles
- Melchior Giedraitis (Melchior Giedroyć - Merkelis Giedraitis) (1536–1609), évêque de Samogitie.
- Marcin Marceli Giedroyć (Martynas Marcelis Giedraitis (lt)) (1545–1621), voïvode de Mścisław et chef militaire.

### XVIIIeetXIXesiècles
- Jan Stefan Giedroyć (pl) (Jonas Steponas Giedraitis) (1730–1802), évêque de Samogitie.
- Romuald Gedroitze (Romuald Giedroyć - Romualdas Giedraitis) (1750–1824), général polono-lituanien du duché de Varsovie allié à l'empereur Napoléon Ier.
- Józef Arnulf Giedroyć (pl) (Juozapas Arnulfas Giedraitis) (1754–1838), évêque de Samogitie.
- Szymon Michał Giedroyć (pl) (Symonas Mykolas Giedraitis) (1764–1844), évêque de Samogitie.
- Romuald Władyslaw Giedroyc (1842–1899), auteur d'ouvrages historiques essentiellement liés à la Russie et la France.

### XIXeetXXesiècles
- Nikolaï Antonovitch Gedroits (en russe : Николай Антонович Гедройц) (1853–1933), artiste et fondateur du musée V.V. Verechtchaguine[5] de Mykolaïv.
- Mikhail Mikhailovitch Gedroits (en russe : Михаил Михайлович Гедройц) (1856–1931), général russe et héros de la guerre russo-japonaise.
- Vera Ignatievna Gedroitz (en russe : Вера Игнатьевна Гедройц) (1870–1932), chirurgienne et directrice de l'hôpital de la Cour Impériale de Russie à Tsarskoïe Selo.
- Konstantin Kaetanovitch Gedroits (russe : Константи́н Каэта́нович Гедройц) (1872–1932), membre de l'Académie soviétique des sciences et lauréat du prix Lénine.
- Wladimir Césarévitch Guedroitz (en russe : Владимир Цезаревич Гедройц) (1873–1941), conseiller d'État actuel[6], président de la Chambre du Contrôle de l'Empire et chambellan du tsar Nicolas II.

### XXeetXXIesiècles
- Jerzy Giedroyc (1906–2000), journaliste polonais, fondateur de l’Institut Littéraire Kultura (Instytut Literacki (pl)) à Maisons-Laffitte et docteur honoris causa de l'université Jagellonne de Cracovie.
- Henryk Giedroyc (Henryk Giedroyć (pl)) (1922–2010), frère et collaborateur de Jerzy Giedroyc.
- Alexis Guedroitz (1923–1992), professeur de langue russe, interprète officiel du roi Baudouin et du gouvernement belge, conférencier et écrivain (petit-fils de Wladimir Guedroitz).
- Michał Jan Henryk Giedroyc (en) (Michał Jan Henryk Giedroyć) (1929–2017), ingénieur en aéronautique, historien de la Lituanie médiévale et magister honoris causa de l'université d'Oxford.
- Agnes « Ania » Guedroitz (née en 1949), comédienne belge (fille d'Alexis Guedroitz).
- Mary-Rose Helen « Coky » Giedroyc, Lady Bowyer-Smyth (née en 1963), metteur en scène britannique (fille de Michał Jan Henryk Giedroyć).
- Clare Sophie Melanie « Mel » Giedroyc (en) (née en 1968), comédienne et présentatrice de télévision britannique (sœur de la précédente).

## Portraits

Portraits de quelques membres de cette famille :
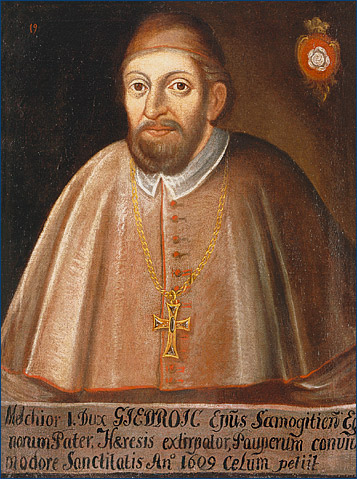
Melchior Giedroyć
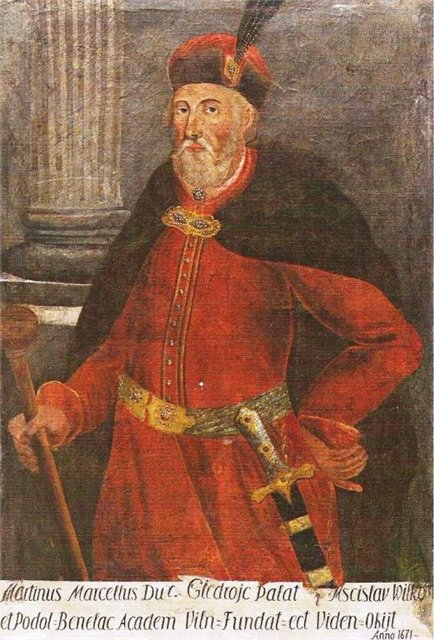
Marcin Marceli Giedroyć
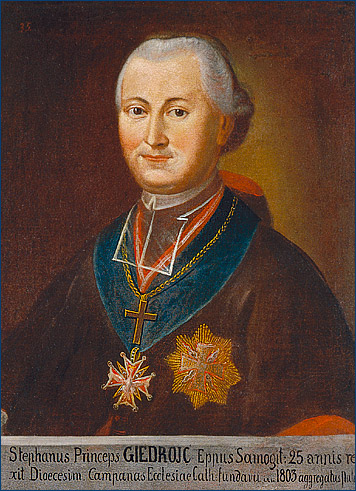
Jan Stefan Giedroyć
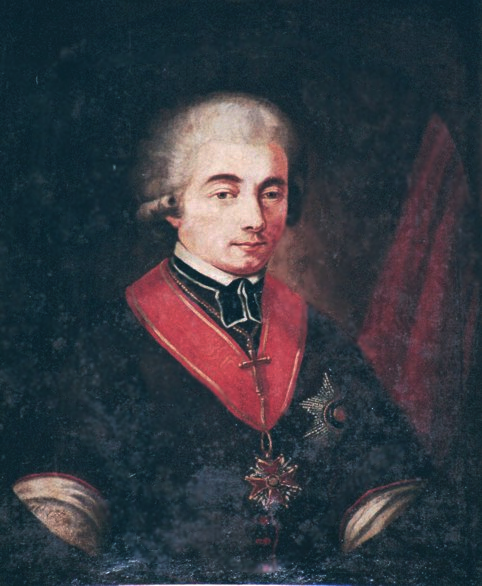
Józef Arnulf Giedroyć
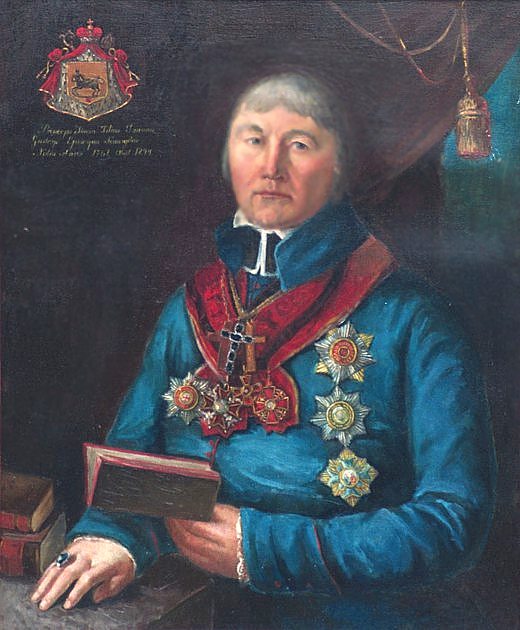
Szymon Mikołaj Giedroyć
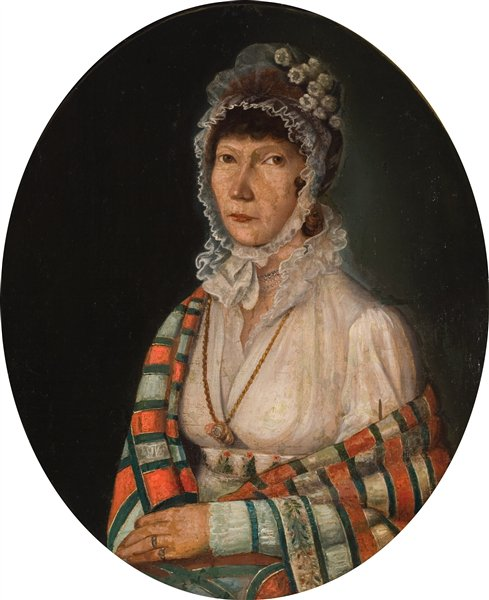
Katarzyna Szymanowska (née Giedroyć)

## Lieux
Quelques lieux liés à certains membres de cette famille :

### Lituanie
- Le domaine de Giedraičiai (Municipalité du district de Molėtai - Lituanie) fondé au XIIIe siècle et mentionné dans les premières sources écrites dès 1338 – Il fut pendant longtemps le fief de la famille Gedroitze.
- L'église Saint-Barthélemy à Giedraičiai (Municipalité du district de Molėtai - Lituanie) bâtie en 1410 – Elle abrite le cœur de l'évêque Józef Arnulf Giedroyć depuis 1838.
- L'église Saints-Pierre-et-Paul (lt) à Varniai (Municipalité du district de Telšiai - Lituanie) bâtie en 1417 – Elle abrite notamment les sépultures des évêques Melchior Giedroyć depuis 1609, Jan Stefan Giedroyć depuis 1802, Józef Arnulf Giedroyć depuis 1838 et Szymon Mikołaj Giedroyć depuis 1844.
- Le château de Baltadvaris (en) (Municipalité du district de Molėtai - Lituanie) bâti au XVIe siècle – Il fut une propriété du maréchal Mateusz Giedroyć.
- L'église Saint-Laurent (lt) à Videniškiai (lt) (Municipalité du district de Molėtai - Lituanie) bâtie en 1620 – Elle abrite la sépulture du voïvode Marcin Marcel Giedroyć depuis 1621.

### Pologne
- L'église Saint-Marc à Cracovie (Voïvodie de Petite-Pologne - Pologne) bâtie en 1263 – Elle abrite la sépulture du moine Michał Giedroyć depuis 1485.

### Russie
- Le château de Znamenskoïe-Raïok (Oblast de Tver - Russie) bâti en 1781 – Il fut une propriété de la princesse Varvara Fiodorovna Giedroyc (née von Brevern).
- L'hôpital de Fokino (Oblast de Briansk - Russie) – Il porte le nom de la chirurgienne Vera Ignatievna Gedroitz en sa mémoire.
- L'hôpital de la Cour de Impériale de Russie à Tsarskoïe Selo devenu l'Hôpital no 38 Nikolaï Semachko de la ville de Pouchkine (Saint-Pétersbourg - Russie) – Une plaque commémorative y est aposée depuis 2010 en l'honneur de la chirurgienne Vera Ignatievna Gedroitz.
- Le musée de géologie de l'université d'État Lomonossov (Moscou - Russie) – Au 25ème étage du bâtiment principal, un buste[7] de Konstantin Kaetanovich Gedroits y est placé en sa mémoire.

### Ukraine
- Le musée d’art V.V. Verechtchaguine de Mykolaïv (Oblast de Mykolaïv - Ukraine) – Un buste ainsi qu’une plaque commémorative[8] s'y trouvent en l’honneur de Nikolaï Antonovitch Gedroits.
- L'académie ukrainienne d'ingénierie et de pédagogie de Kharkiv (Oblast de Kharkiv - Ukraine) – En 2007, une plaque commémorative[9] en l’honneur de Nikolaï Antonovitch Gedroits y a été inaugurée.

### France
- Le musée national de la Légion d'honneur et des ordres de chevalerie (Paris - France) – Un portrait peint d'un prince Giedroyc-Guedroitz en grand uniforme y est présent.
- Le musée Carnavalet (Paris - France) – Un portrait photographique d'un prince Giedroyc en tenue de ville, daté entre 1870 et 1890, fait partie de leur collection[10].
- Le château Montalembert (département du Doubs - France) bâti en 1524 – Une propriété de la comtesse Colette Cornet d'Elzius (née de Hemricourt de Grunne) léguée à son neveu, le prince Nicolas Guedroitz.

## Numismatique
- Samogitie (Région ethnographique de la Lituanie) – Une médaille[11] commémorative a été créée en l'honneur de l'évêque samogitien Merkelis Giedraitis.
- Transnistrie (Anciennement annexée à l'Empire Russe) – En 2002, une pièce[12] en argent a été frappée en l'honneur de Konstantin Kaetanovich Gedroits natif de la Transnistrie d'alors, dans le cadre d'une série de pièces commémoratives appelée "Les personnalités remarquables de Transnistrie".

## Onomastique
Quelques variantes possibles du patronyme de cette famille selon les lieux, les époques, les transcriptions linguistiques et littéraires :
- (lt) En lituanien : Giedraitis, ...
- (pl) En polonais : Giedroyć, Giedrojc, Gedrojc, Gedrojt, Gedroitski, ...
- (ru) En russe : Гедройц, Гедройцъ, ...
- (fr) En français : Guédroïtz, Gedroitz, Gedroitze, Gedroits, Gedroic, Giedroic, Gedroyc, Giedroye, de Gedroyc, de Giedroye, ...